# La Herradura, Mexico City
La Herradura är en ort i Mexiko.   Den ligger i kommunen Tlalpan och delstaten Distrito Federal, i den sydöstra delen av landet, 23 km söder om huvudstaden Mexico City. La Herradura ligger 2 793 meter över havet och antalet invånare är 424.
Terrängen runt La Herradura är bergig. Runt La Herradura är det mycket tätbefolkat, med 2 431 invånare per kvadratkilometer. Närmaste större samhälle är Iztapalapa, 19,0 km nordost om La Herradura. I omgivningarna runt La Herradura växer huvudsakligen savannskog.